# Borki (Bartoszyce)
Borki, (deutsch Borken), ist ein Dorf im Powiat Bartoszycki (Bartensteiner Kreis) in der polnischen Woiwodschaft Ermland-Masuren. Es gehört zur Gmina Bartoszyce (Landgemeinde Bartenstein). 

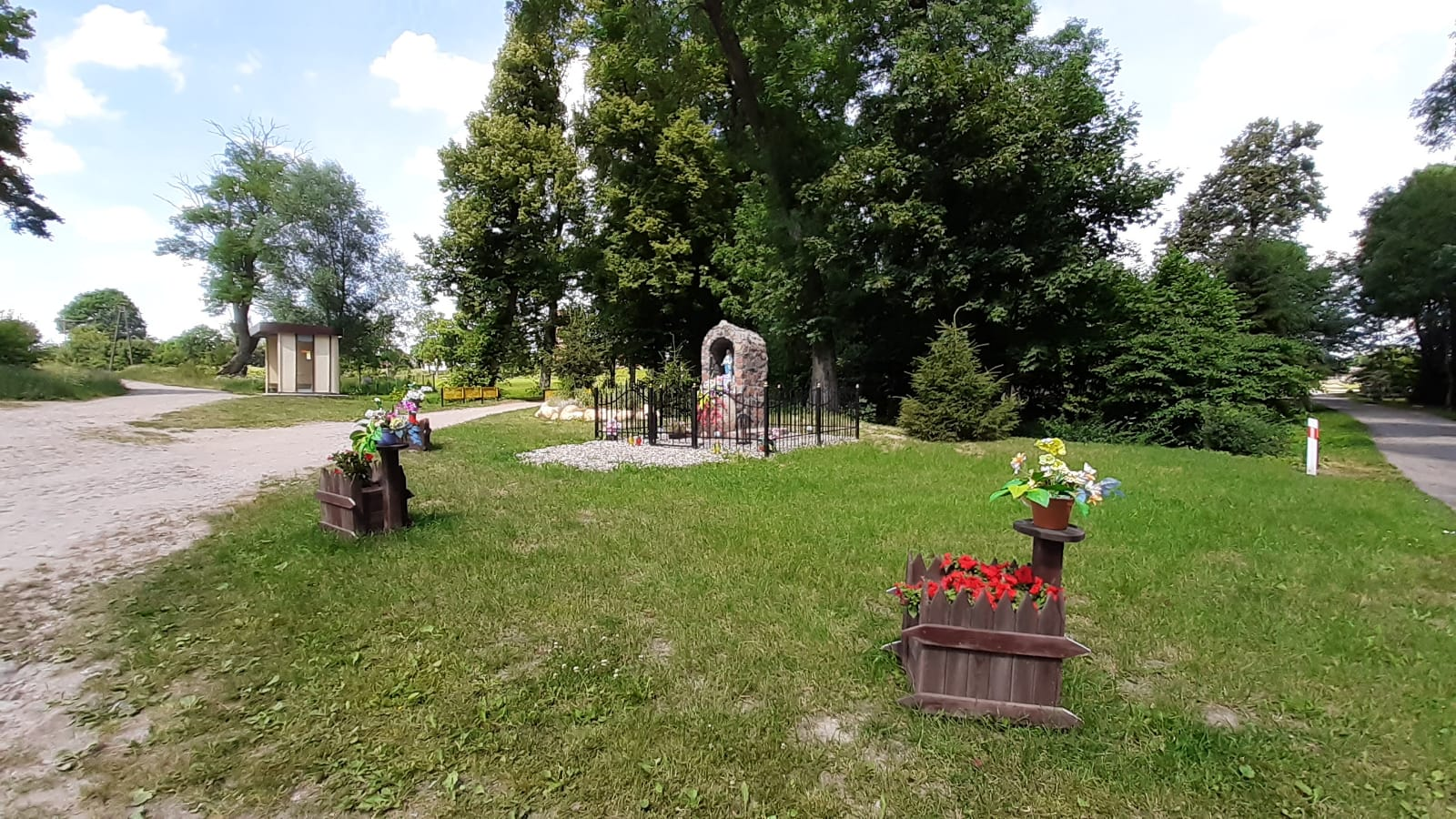
Dorfplatz

## Geographische Lage
Das Dorf liegt in der historischen Region Ostpreußen, etwa 15 Kilometer südsüdöstlich von  Bagrationowsk  (Preußisch  Eylau) und sechs Kilometer westnordwestlich von Bartoszyce (Bartenstein).

## Geschichte

Borken, westnordwestlich von Bartenstein und südsüdöstlich von Preußisch Eylau, auf einer Landkarte von 1910.

Um 1330 wurde Borken (vor 1595 Borcken) als deutsches Bauerndorf mit Kirche und Krug gegründet. Prägend für den Ort war ein sehr großes Gut mit großem Park, Teich, einer Kapelle, einem Friedhof und auch einem Sägewerk.
Schwere Schäden erlitten Dorf und Kirche durch den Poleneinfall 1414. Eine weitere Zerstörung erfolgte im Dreizehnjährigen Krieg 1454/66.
In Borken entwickelte sich eine Gutsherrschaft, die häufig wechselte: v. Milbe (1748), v. Fresin (1749–1756), v.d. Groeben (1756–1764), v.d. Goltz (ab 1764), v. Malitz (1777–1785), v. Negelein (ab 1785), v. Henkel (ab 1790), v. Wartensleben (ab 1792), v. Krafft (ab 1795). Am 22. Juni 1835 wurde das Gut von den Erben öffentlich zur Ersteigerung angeboten.
Am 7. Mai 1874 wurde Borken Amtsdorf und damit namensgebend für einen Amtsbezirk im ostpreußischen Kreis Preußisch Eylau: Borken war sowohl als Landgemeinde als auch als Gutsbezirk Teil des Amtsbezirks. 
Am 1. April 1927 hatte der Gutsbezirk Borken eine Flächengröße von 614 ha, 97 ar, und  50 m²,  und am 16. Juni 1925 hatte der Gutsbezirk 207 Einwohner.  Im Jahre 1928 wurden die Gutsbezirke Borken und Pillwen sowie die Landgemeinde Borken und das Gut Schonklitten zur neuen Landgemeinde Borken zusammengeschlossen.
Borken gehörte bis 1945 zum Kreis Preußisch Eylau im Regierungsbezirk Königsberg  der preußischen Provinz Ostpreußen im Deutschen Reich.
Letzter Gutsbesitzer auf Borken war die Familie v. Janson (etwa 1860–1945), ganz zuletzt der Diplomat Martin von Janson, der allerdings lieber auf dem geräumigeren und komfortableren Gut Pillwen  weilte als auf dem Stammsitz in Borken. Als sich die Rote Armee der Region näherte, wollte er seine Heimat nicht verlassen und setzte am 29. Januar 1945 seinem Leben ein Ende, um nicht sowjetischen Soldaten in die Hände zu fallen. 
Gegen Ende des Zweiten Weltkriegs wurde Borken am 2. Februar 1945 von der Roten Armee besetzt, wobei viele Gebäude zerstört wurden. Anschließend wurde Borken zusammen mit der südlichen Hälfte Ostpreußens von der Sowjetunion der Volksrepublik Polen zur Verwaltung überlassen. Der Ortsname Borken wurde daraufhin zu „Borki“ polonisiert. In der Folgezeit wurde die einheimische Bevölkerung von der polnischen Administration aus dem Kreisgebiet vertrieben.
Der Ort gehört heute zur Landgemeinde Bartoszyce (Bartenstein) im Powiat Bartoszycki (Kreis Bartenstein (Ostpr.)), von 1975 bis 1998 der Woiwodschaft Olsztyn, seither der Woiwodschaft Ermland-Masuren zugehörig.

### Demographie
| Jahr | Einwohner | Anmerkungen |
| ---- | --------- | --- |
| 1782 | –         | adliges Vorwerk und Bauerndorf, mit einer Kirche und 20 Feuerstellen (Haushaltungen), im Besitz des Lieutenants von Maltertz befindlich                 |
| 1816 | 143       | adliges Gut und Dorf |
| 1828 | 209       | Dorf, mit einem Vorwerk, sechs Bauerngehöften und einer Pfarrkirche                                                                                     |
| 1852 | 237       | [ 11 ] |
| 1864 | 306       | am 3. Dezember, davon 159 im Gutsbezirk und 147 im Gemeindebezirk                                                                                       |
| 1867 | 294       | am 3. Dezember, davon 142 im adligen Kirchdorf und 152 im Gutsbezirk                                                                                    |
| 1871 | 293       | am 1. Dezember, davon 129 im adligen Kirchdorf (sämtlich Evangelische) und 164 im Gutsbezirk (163 Evangelische und eine katholische Person)             |
| 1885 | 313       | am 1. Dezember davon 121 in der Landgemeinde (117 Evangelische und vier sonstige Christen) und 192 im Gutsbezirk (183 Evangelische und neun Katholiken) |
| 1910 | 260       | am 1. Dezember, davon in der Landgemeinde 50 und im Gutsbezirk 210 Einwohner                                                                            |
| 1933 | 406       | [ 16 ] |
| 1939 | 357       | [ 16 ] |

Im Jahr 2021 hatte das Dorf 152 Einwohner.

### Amtsbezirk Borken (1874 bis 1937)
Der Amtsbezirk bestand bei seiner Errichtung aus sechs Orten, die allesamt strukturellen Veränderungen unterworfen waren und am Ende den Amtsbezirk zur Auflösung brachten:
| Deutscher Name        | Polnischer Name | Anmerkungen                                                                |
| --------------------- | --------------- | -------------------------------------------------------------------------- |
| Ardappen              | Ardapy          | 1936/1937 in den Amtsbezirk Spittehnen, Kreis Bartenstein, eingegliedert   |
| Borken (Landgem.)     | Borki           | 1937 in den Amtsbezirk Albrechtsdorf ausgegliedert                         |
| Borken (Gutsbezirk)   |                 | 1928 in die Landgemeinde Borken eingegliedert                              |
| Paulienen             | Pawłówka        | 1909 in den Amtsbezirk Markienen, Kreis Friedland, umgegliedert            |
| Pillwen               | Pilwa           | 1928 in die Landgemeinde Borken eingegliedert                              |
| Spittehnen            | Spytajny        | 1936/1937 in den neuen Amtsbezirk Spittehnen, Kreis Bartenstein, überführt |
| ab 1922: Schonklitten | Wysieka         | 1928 in die Landgemeinde Borken eingegliedert                              |

## Kirche

### Evangelisch

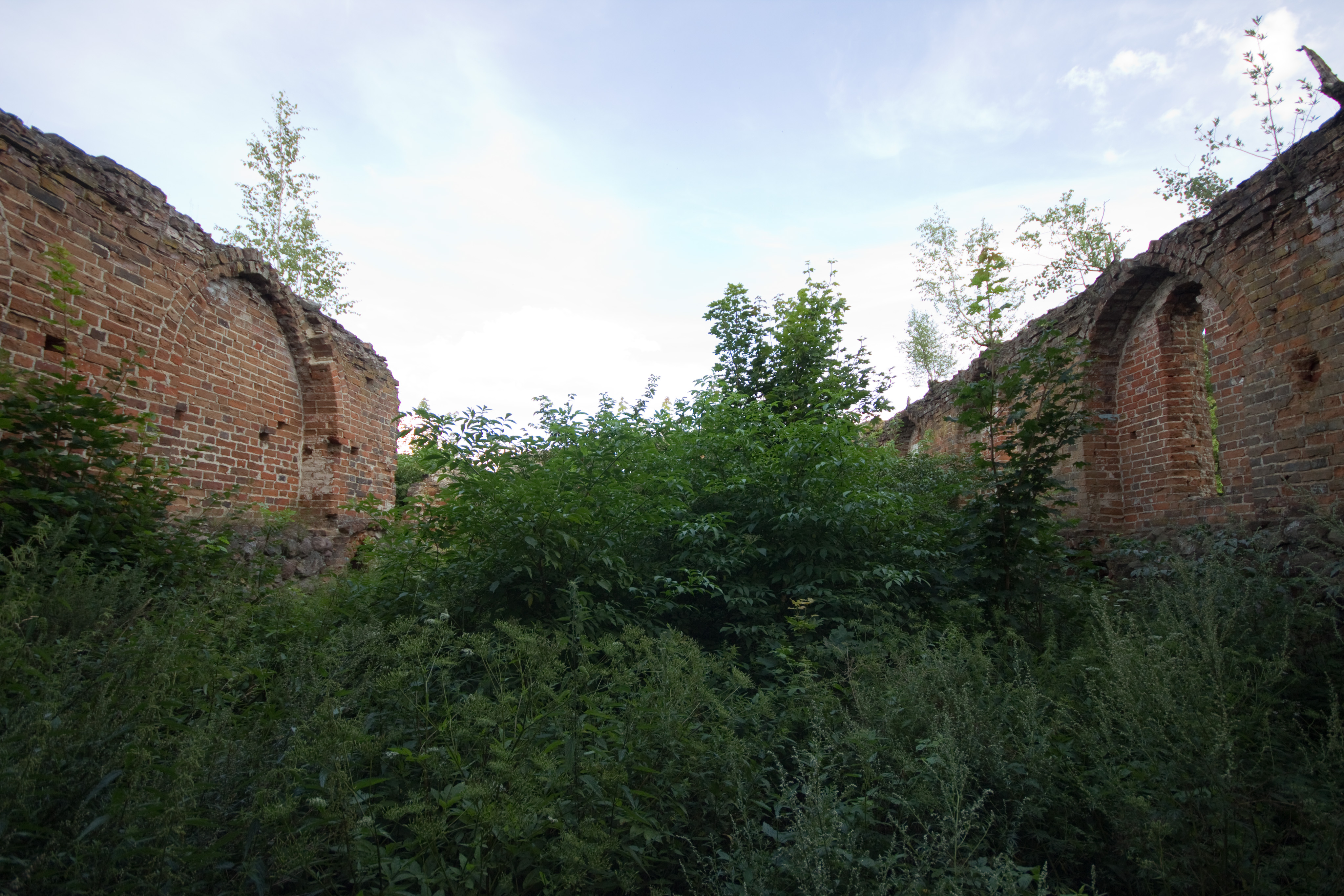
Kirchenschiff-Ruine der evangelischen Kirche Borken

Die Kirche stammt aus der Ordenszeit im 15. Jahrhundert. Von 1685 bis 1688 wurde sie durch einen Turm ergänzt. Der chorlose verputzte Backsteinbau mit siebenteiligem Ostgiebel ruht auf Feldsteinfundament. Mit der Reformation wurde die Kirche lutherisch. Vor 1945 gehörte sie zum Superintendenturbezirk Landsberg im Kirchenkreis Preußisch Eylau in der Kirchenprovinz Ostpreußen der Kirche der Altpreußischen Union. Zum Kirchspiel gehörten mehr als zehn Orte, in denen 1150 Gemeindeglieder wohnten.
Pfarrer sind seit 1532 belegt Von besonderer Bedeutung war der die Gemeinschaftsbewegung prägende Geistliche Carl Ferdinand Blazejewski, der von 1892 bis 1900 in Borken wirkte und dort unter anderem ein Diakonissenhaus gründete, das zum Diakonissen-Mutterhaus und zur ersten diakonischen Einrichtung der evangelischen Gemeinschaftsbewegung wurde. Letzter Pfarrer war Bruno Otto Zippel, der bei der Besetzung Borkens durch Soldaten der Roten Armee erschossen wurde.
Die Kirche wurde bis auf die Außenmauern zerstört. Die Ruine blieb erhalten und steht unter Schutz.

### Römisch-katholisch
Borken gehörte vor 1945 zur römisch-katholischen Pfarrei in Bartenstein (polnisch Bartoszyce) im damaligen Bistum Ermland. Heute sind die katholischen Einwohner nach Wojciechy (Albrechtsdorf) im jetzigen Erzbistum Ermland eingepfarrt.

## Verkehr
Borki liegt an einer Nebenstraße, die bei Tolko (Tolks) von der Woiwodschaftsstraße 512 abzweigt und bis nach Pilwa (Pillwen) führt. Eine Anbindung an den Bahnverkehr besteht nicht.

## Persönlichkeiten
- Carl Ferdinand Blazejewski (1862–1900), deutscher evangelischer Pfarrer, von 1892 bis 1900 an der Borkener Kirche tätig, Träger der deutschen Gemeinschaftsbewegung in Westpreußen, starb am 24. Mai 1900 in Borken
- Martin von Janson (1887–1945), deutscher Diplomat, war letzter Gutsbesitzer auf Borken und ging in Pillwen (Pilwa) kurz vor Einbruch der Roten Armee am 29. Januar 1945 aus seinem Leben